# جورج غري (ممثل)
جورج غري (بالفرنسية: Georges Grey)‏ هو ممثل فرنسي، ولد في 19 يناير 1911 بليون في فرنسا، وتوفي في 2 أبريل 1954 في فرنسا.

## وصلات خارجية
- جورج غري على موقع IMDb (الإنجليزية)
- جورج غري على موقع ألو سيني (الفرنسية)
- جورج غري على موقع أول موفي (الإنجليزية)
- جورج غري على موقع قاعدة بيانات الفيلم (الإنجليزية)
- جورج غري على موقع كينوبويسك (الروسية)